# El Youssoufia
Pour les articles homonymes, voir Youssoufia.
El Youssoufia est un des cinq arrondissements de la ville de Rabat, elle-même située au sein de la Commune de Rabat, dans la région de Rabat-Salé-Kenitra.
Cet arrondissement a connu, de 1994 à 2004, une hausse de population, passant de 170 138 à 172 863 habitants. En 2024, sa population atteint 157 000 habitants .
Le Président de l'arrondissement Youssoufia est Omar Bahraoui (سيدي عمر البحراوي)[réf. souhaitée].